# Hōrin-ji (Harima)
Pour les articles homonymes, voir Hōrin-ji.

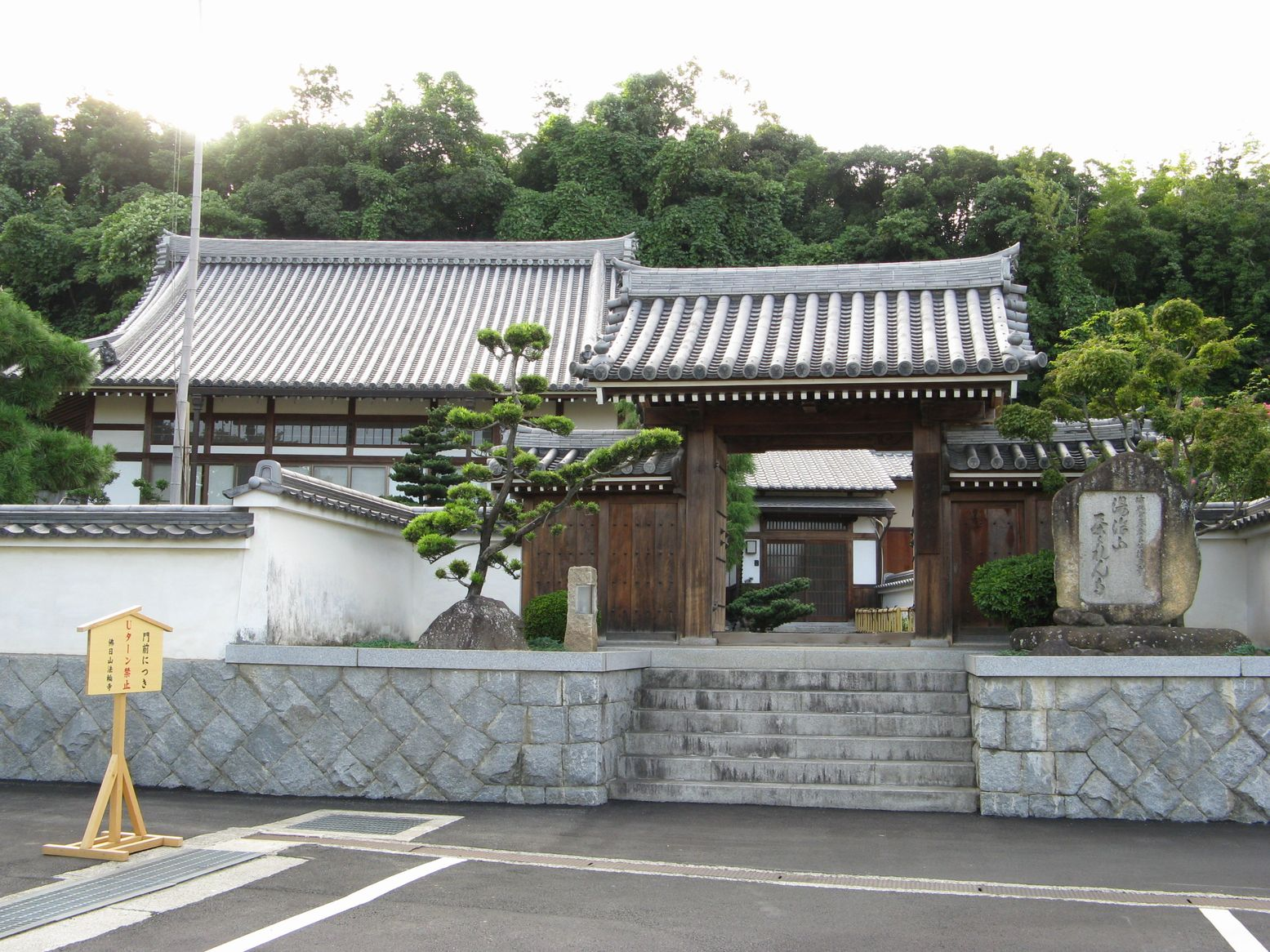
Temple Hōrin-ji à Harima

Le Hōrin-ji (法輪寺) est un temple bouddhiste Rinzai consacré à Siddhartha Gautama, situé à Himeji, préfecture de Hyōgo (anciennement province de Harima).

## Histoire
Avec le soutien du clan Akamatsu, Sesson Yūbai devient le fondateur d'un certain nombre de temples et de monastères provinciaux, dont le Hōrin-ji à Harima.  
Le Hōrin-ji était rangé au nombre des jissatsu provinciaux par le shogunat Muromachi ce qui incitait ses vassaux shugo à fonder des monastères dans leurs domaines.  
Au premier rang des disciples de Yūbai se trouvaient Akamatsu Norimura (1277-1350) et son fils Akamatsu Norisuke (1314-1371).

## Source
John Whitney Hall. (1999). The Cambridge History of Japan: Medieval Japan, Vol. 3. Cambridge: Cambridge University Press.  (ISBN 0-521-22354-7 et 978-0-521-22354-6); OCLC 165440083